# Hénin-Beaumont
Hénin-Beaumont je obec v severní Francii v regionu Hauts-de-France v departementu Pas-de-Calais. Žije zde přibližně 26 tisíc obyvatel. Leží necelých 10 kilometrů od města Lens. Vznikla v roce 1970 sloučením obcí Hénin-Liétard a Beaumont. Obec je typická pro svou historicky vysokou podporu levicových stran a v současnosti vysokou podporu Národního sdružení; v roce 2014 byl starostou obce zvolen politik právě této strany Steeve Briois. 